# Felicitas Korn
Felicitas Korn (* 1974 in Offenbach am Main) ist eine deutsche Filmregisseurin, Drehbuch- und Romanautorin.

## Leben
Felicitas Korn wirkte während ihrer Schulzeit als Darstellerin im Ensemble des Frankfurt English Speaking Theatre und leitete die Theater AG der Bischof-Neumann-Schule in Königstein im Taunus.
Nach dem Abitur studierte Korn an der Münchner Hochschule für Fernsehen und Film in den Bereichen Fernsehpublizistik, Dokumentarfilm, Drehbuch und Regie, mit Abschluss Diplom. Während des Studiums absolvierte sie ein Auslandssemester an der National School of Film and TV in Leeds. 2008 schloss sich eine Weiterbildung in Filmdramaturgie und Schauspielführung bei Dieter Wardetzky an der Deutschen Film- und Fernsehakademie in Berlin an. Nebenberuflich arbeitete sie u. a. als Gästebetreuerin und Moderatorin der Hofer Filmtage, Lektorin für zahlreiche Institutionen (u. a. Kinowelt, Bavaria, Medienboard Berlin-Brandenburg), dramaturgische Beraterin bei BR-Arte und Filmschauspiel- und Dramaturgiedozentin u. a. an der Met Film School Berlin, Universität Tübingen und dem Institut für Schauspiel, Film- und Fernsehberufe (ISFF) Berlin.
Ihr preisgekröntes Erotikdrama Auftauchen fand große nationale und internationale Beachtung. Der mit Henriette Heinze und Golo Euler in den Hauptrollen besetzte Film, der 2006 bei den Hofer Filmtagen Premiere hatte, wurde u. a. beim Brooklyn International Filmfestival in der Kategorie Best New Director Award ausgezeichnet und lief auf zahlreichen Festivals weltweit, u. a. in Edinburgh, São Paulo und Łódź.
Korn ist auch Autorin und Regisseurin des Musikclips Supergirl der Band Reamonn, welcher sich im Jahr 2000 auf Platz 1 der MTV-Charts sowie Platz 4 der deutschen Charts platzieren konnte. Sie schreibt und führt Regie für verschiedene Fernsehformate, z. B. SOKO Leipzig, SOKO Linz und Spielfilme. Ihr Film Wir haben einen Deal, bei dem sie Regie führte und am Drehbuch mitarbeitete, wurde ausnahmslos gut besprochen und rezipiert und erhielt mehrere renommierte Auszeichnungen, darunter den Bernd Burgemeister Fernsehpreis, den Robert Geisendörfer-Preis und eine Nominierung für den Grimme-Preis. Die Jury des Bernd Burgemeister Fernsehpreises sagte dazu: "Mit bemerkenswerten Mut und außergewöhnlichem Einfühlungsvermögen erzählt Wir haben einen Deal  eine berührende Opferperspektive".
Im Februar 2020 erscheint im Kampa-Verlag Korns erster Roman Drei Leben lang, der bei Presse und Leserschaft ebenfalls ausnahmslos großen Anklang fand und u. a. für seine "Sprachgewalt", das "Feingespür" der Autorin und seine herausragende Konzeption gelobt wurde: "Kein Wort zum Clou!" (FAZ). Korn verfilmte ihren Roman als Regisseurin, Drehbuchautorin und Produzentin mit der von ihr gegründeten Korn Film Produktion in Koproduktion mit dem ZDF, maze pictures und der U5. Der Film wird 2025 veröffentlicht.

## Filmografie (Auswahl)
- 2000: Supergirl (Musiclip) – Regie, Drehbuch
- 2000: nass (Kurzfilm) – Regie, Drehbuch, Koproduktion
- 2006: Auftauchen – Regie, Drehbuch
- 2018: Hinter verschlossenen Türen / SOKO Leipzig (Krimiserie)  – Drehbuch
- 2019: Sehnsucht / SOKO Leipzig (Krimiserie) – Drehbuch
- 2023: Wir haben einen Deal (Fernsehfilm) – Regie und Drehbuchmitarbeit
- 2024: SOKO Linz 4 Folgen (Krimiserie) – Regie
- 2025: Drei Leben lang (Kinofilm) – Regie, Drehbuch, Produktion